# Gartenstraße 2–8 (Detmold)

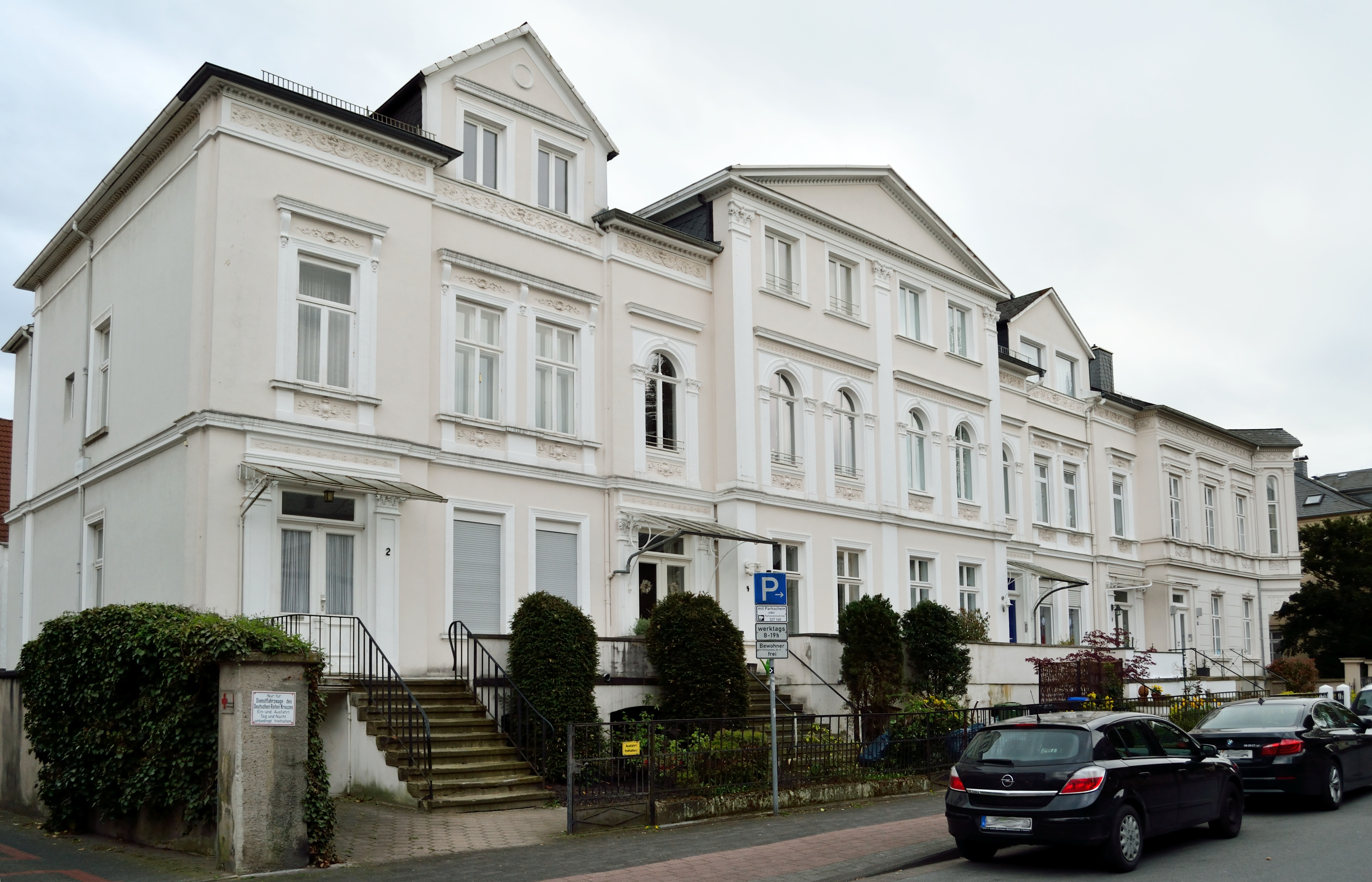
Reihenhaus Gartenstraße 2–8 mit Eckhaus Nr. 10

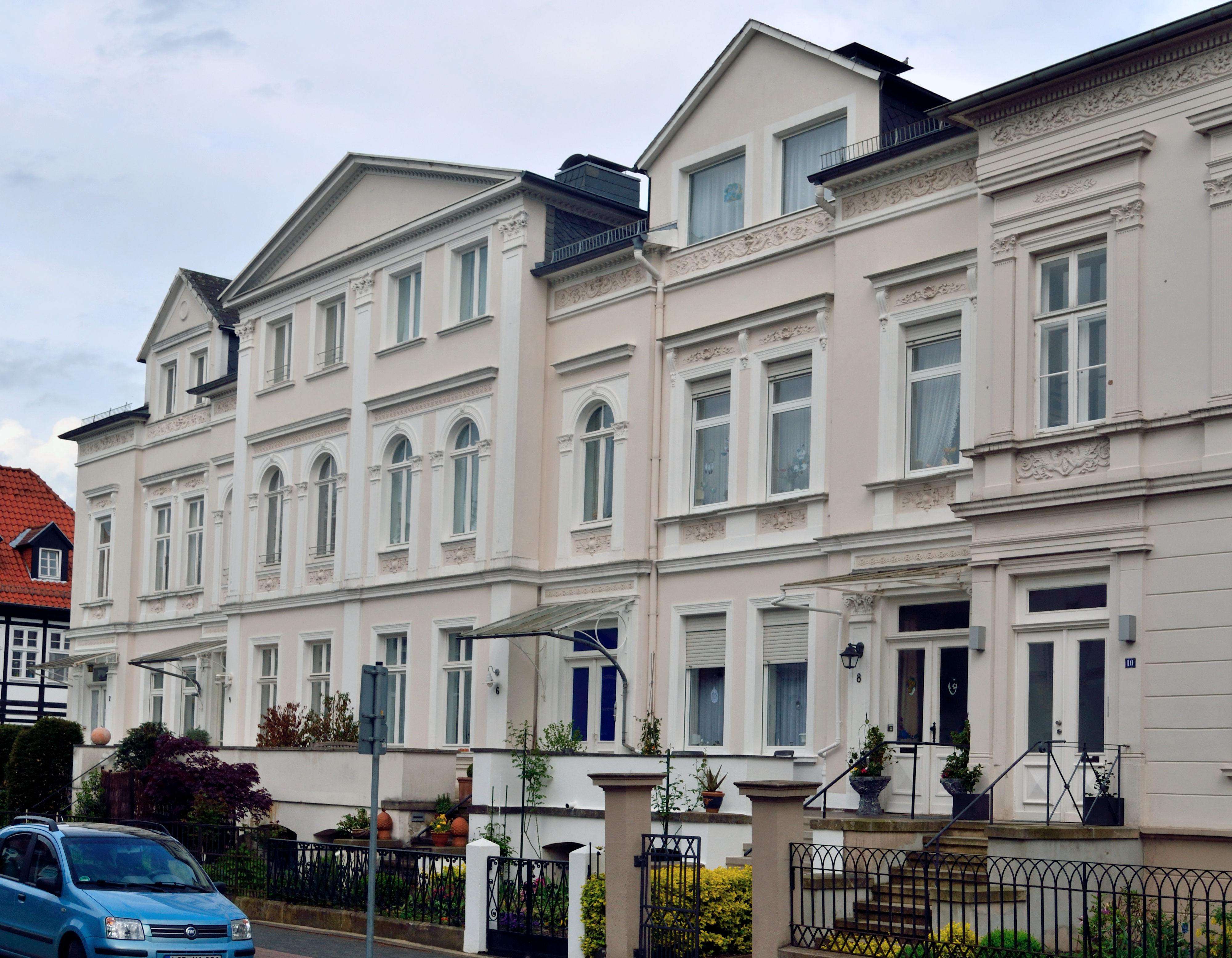
Blick von der anderen Seite

Die Häuserzeile Gartenstraße 2–8 ist ein ab 1878 im Stil des Spätklassizismus erbautes Reihenwohnhaus in Detmold im Kreis Lippe (Nordrhein-Westfalen). Die Häuser sind als Baudenkmal seit März 1989 geschützt. Haus Nummer 6 war in der NS-Zeit ein Judenhaus.

## Geschichte
Am 11. Mai 1876 erwarb der Detmolder Zimmermeister Wilhelm Schmidt das Haus Hornsche Straße 27 mitsamt dem großzügigen Grundstück entlang der Gartenstraße. Beim Bauamt beantragte er am 18. April 1878 die Genehmigung, an der Gartenstraße auf den Parzellen 3, 4 und 5 eine Häuserzeile errichten zu dürfen. Dem Antrag wurde im Mai desselben Jahres stattgegeben. Es entstand die Reihenhauszeile mit den heutigen Hausnummern 2 bis 8, das abschließende Haus mit der Nummer 10 wurde aber nicht von Schmidt, sondern ebenfalls 1878 vom Maurermeister Friedrich Baumann errichtet.
Der Verkauf der Häuser erfolgte erst in den Jahren 1889 bis 1891: Nummer 2 ging im Juli 1889 an den Major a. D. Joseph Ohlendorf, Nummer 4 im selben Monat an den Gerichtsrat Friedrich Keller. Haus Nummer 6 kaufte der Kieler Korvettenkapitän Alfred Thesdorph, zuletzt wurde Haus Nummer 8 am 27. Februar 1891 an Generalarzt a. D. Dr. med. Schmidt veräußert.

### Judenhaus Gartenstraße 6

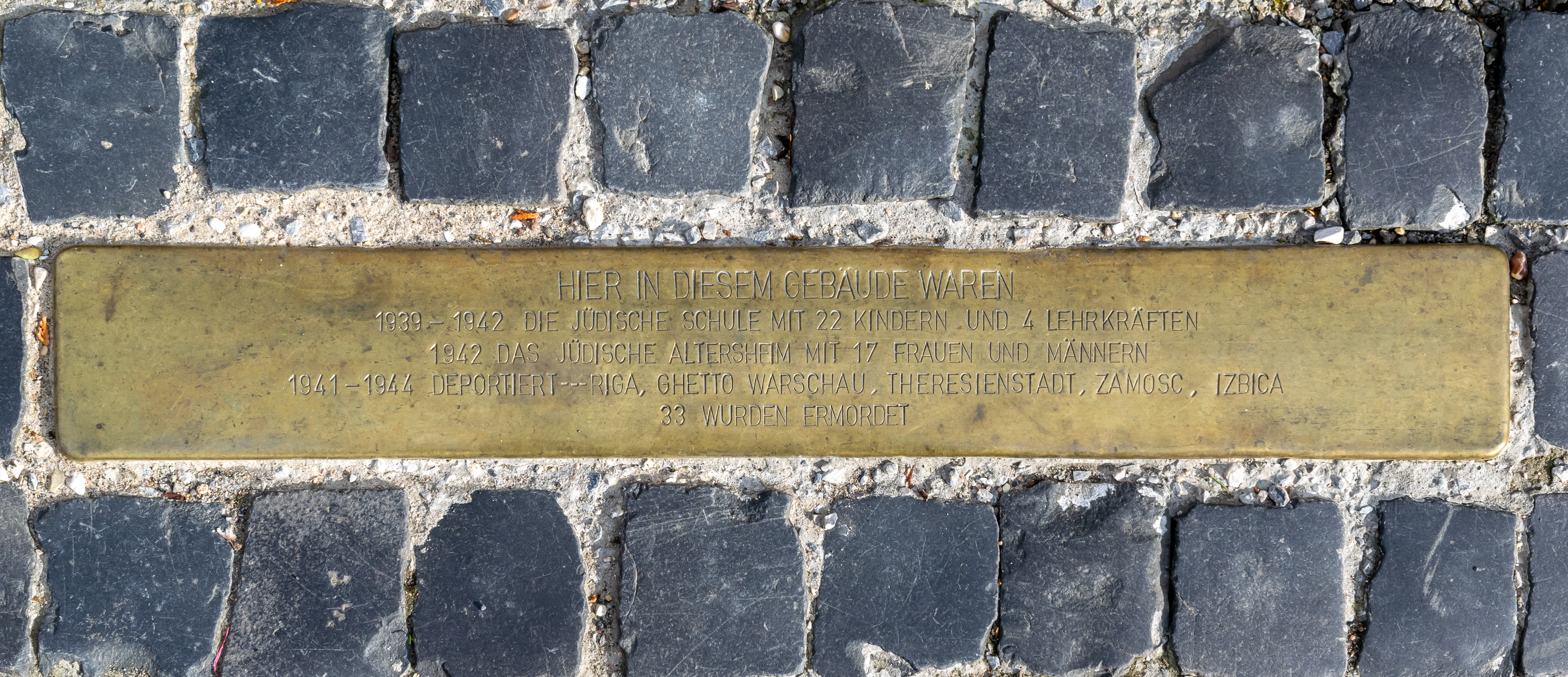
Stolperschwelle vor dem Haus Gartenstraße 6

Das Haus hatte mehrere Besitzer- und Mieterwechsel hinter sich, als es im Dezember 1918 der jüdische Kaufmann Julius Rottenstein aus Nieheim erwarb. Von den frühen 1920ern bis zum Tod ihrer Mutter wurde das Haus von Rottensteins Tochter Selma Leffmann und ihrem Sohn Kurt bewohnt. 1937 zog sie zu ihrem Vater nach Nieheim, ihr Sohn emigrierte nach England. Als Mieterin lebte bereits seit Oktober 1934 die jüdische Kauffrau Regina Bonom-Horowitz in dem Haus.
Regina Bonom betrieb seit 1930 in Detmold ein Pfandleihegeschäft, das sie 1933 nach judenfeindlichen Übergriffen aufgeben musste. Bis 1936 arbeitete sie in den Vereinigten Möbelwerken, verlor aber auch diese Stelle nach der Arisierung der Firma. Ende Oktober 1938 sollte Bonom zusammen mit zwei ebenfalls aus Polen stammenden Personen im Zuge der Polenaktion ausgewiesen werden. Die Reise endete in Zbąszyń, weil die polnischen Behörden die Aufnahme verweigerten. Bonoms Tochter Mary, die sich während der Aktion in Hannover versteckt gehalten hatte, hatte noch die Möglichkeit, die Detmolder Wohnung ihrer Mutter zu räumen und die Einrichtung zu verkaufen. Regina Bonom kehrte nicht mehr nach Deutschland zurück, ihr letztes Lebenszeichen stammt vom 29. Oktober 1941 aus dem Arbeitslager Rzeszów.
Als in der Reichspogromnacht auch die Detmolder Synagoge niedergebrannt wurde, verlor auch die Familie des Synagogendieners Louis Flatow ihre Wohnung. Flatow, der für einige Wochen im Konzentrationslager Buchenwald saß, zog zusammen mit seiner Frau Frieda am 20. Dezember 1938 in die Gartenstraße. Sein Sohn Max und seine Schwiegertochter Alma kamen 1939 hinzu.
Durch einen Erlass vom 18. November 1938 hatten alle jüdischen Schülerinnen und Schüler die deutschen Schulen zu verlassen. Übergangsweise wurden die 15 lippischen Kinder von Wanderlehrern unterrichtet, bis schließlich am 1. Oktober 1939 offiziell eine private jüdische Volksschule der Synagogengemeinde Detmold in der Gartenstraße eingerichtet wurde. Die Schüler, 1941 22 an der Zahl, kamen nicht nur aus Lippe, sondern auch aus benachbarten Kreisen. Lehrer und Schüler mussten antisemitische Ausschreitungen hinnehmen, sie wurden auf dem Schulweg bedroht und durch die Fenster wurden Steine geworfen. Ab Dezember 1941 nahmen die Schülerzahlen durch Deportationen wieder ab. Am 7. Juli 1942 wurde das Verbot „jeglicher Beschulung jüdischer Kinder erlassen“. Die Schule in der Gartenstraße existierte zu diesem Zeitpunkt schon nicht mehr, die Lehrkräfte Hedwig Block, Ludwig Alexander und Louis Flatow waren bereits am 30. März 1942 mitsamt ihren Familien in das Warschauer Ghetto deportiert worden.
Infolge des Gesetzes über Mietverhältnisse mit Juden vom 30. April 1939 entstanden die Judenhäuser, in welche die Juden, die bisher als Mieter bei Nichtjuden gewohnt hatten, zwangsweise umgesiedelt wurden. In Detmold waren dies die Häuser Paulinenstraße 6 (später Nr. 20, mittlerweile abgebrochen), Sachsenstraße 4/4a und 25, Hornsche Straße 33 und eben Gartenstraße 6. Zudem fanden im Haus auch durch den ehemaligen Synagogendiener Flatow organisierte Gottesdienste statt.
Ab Februar 1942 wurde das Haus zusätzlich als Altenheim genutzt. Eingewiesen wurden ein Mann und 13 Frauen, die älteste von ihnen 89 Jahre alt. Geleitet wurde das Altenheim von Auguste und Bernhardine Michaelis-Jena, zwei Tanten der 1934 emigrierten Schriftstellerin Ruth Michaelis-Jena. Der Einzug der alten Leute, teilweise samt Mobiliar, führte zu Platznot, zudem waren Lebensmittel knapp und die Bewohner mussten hungern.
Ende Juli 1942 wurden alle lippischen Juden, so sie nicht mit einer nichtjüdischen Partnerin oder einem nichtjüdischen Partner verheiratet waren, nach Theresienstadt deportiert. Dies betraf auch die Bewohner des Altenheims in der Gartenstraße. Sie sollen „unter dem Gejohle der Detmolder Kinder“ in Busse zur Fahrt Richtung Sammelstelle Kyffhäuser in Bielefeld gebracht worden sein. Am 1. August des Jahres erreichten die Juden Theresienstadt. Unter den Deportierten war auch der Besitzer des Hauses Gartenstraße 6, Julius Rottenstein. Gemäß XI. Verordnung des Reichsbürgergesetzes vom 25. November 1941 fiel das Vermögen eines Juden an das Deutsche Reich, wenn er sich im Ausland aufhielt – dazu zählten auch die von deutschen Truppen besetzten Gebiete. Das Haus samt den zurückgelassenen Möbeln stand damit unter Kontrolle und Verwertung der Finanzverwaltung. Mit dem Verkauf der Möbel wurden 2301,40 Reichsmark erlöst, das Gebäude sollte an kinderreiche Familien vermietet werden.
Nur wenige jüdische Mitbürger aus Detmold überlebten den Holocaust. Zusammen mit den Personen aus Mischehen bestand die Jüdische Gemeinde in Detmold im Juli 1946 aus über 60 Personen. Im Januar 1947 wurden den Mietern des Hauses Gartenstraße 6 neue Wohnungen zugewiesen und die Jüdische Gemeinde konnte das Haus vom Finanzamt, in dessen Besitz es sich noch immer befand, mieten. Das Gebäude sollte wie vorher als Betsaal, Schule und Altenheim dienen. Die Stadt Detmold verweigerte aber eine Beteiligung an den Kosten für die notwendigen Reparaturen und Umbauarbeiten. Gleichzeitig bestand aber das Finanzamt auf den regelmäßigen Mietzahlungen. Auch ein Einlass des Gemeindevorsitzenden Wilhelm Ehrmann an die britische Militärregierung hatte keinen Erfolg. Erst 1948 war schließlich das Gebäude soweit saniert, dass dort Senioren einziehen konnten und ein Betraum eingerichtet wurde. Ein Privatlehrer unterrichtete jüdische Schülerinnen und Schüler.
Im Oktober 1950 wurde das Haus an den Enkel von Julius Rottenstein, Kurt Leffmann aus London, zurückerstattet. Da auch dieser auf die Mieteinnahmen angewiesen war, konnte er der Jüdischen Gemeinde finanziell nicht entgegenkommen. Er verkaufte das Haus 1953 an eine Detmolder Modistin, das Altenheim wurde im Mai 1955 aufgelöst, und die Jüdische Gemeinde zog in das Haus Allee 13 (heute Nr. 29), in dem sie bis 1970, als sie sich mit der Herforder Kultusgemeinde zusammenschloss, ihren Sitz hatte.

## Architektur
Die zweigeschossige Häusergruppe steht auf einem hohen Kellergeschoss. Die äußeren beiden Fensterachsen sind leicht hervorgezogen, in der Gebäudemitte (Hausnummern 4 und 6) befindet sich ein dreigeschossiger Risalit mit Dreiecksgiebel über vier Fensterachsen. Die mittleren Teile der Flügel (Hausnummern 2 und 8) sind über zwei Fensterachsen etwas zurückgesetzt und werden im Dach durch Zwerchhäuser aufgestockt. Der Zugang erfolgt über Freitreppen zum Hochparterre, über die gesamte Hausbreite verläuft dort eine Terrasse. Die Fassadendekoration erfolgt durch spätklassizistischen Stuckzier, ein umlaufendes Gesims zwischen Erd- und Obergeschoss und drei Kolossalpilaster im Mittelrisaliten.